# Basananthe littoralis
Basananthe littoralis je biljka iz porodice Passifloraceae, roda Basananthe. Sinonim za ovu biljku je Tryphostemma littorale (Peyr.) Engl.
Raste u tropskim predjelima Afrike, i dio je flore Južne Afrike, Lesota, Svazilanda i Jugozapadne Afrike.

## Vanjske poveznice
- Basananthe na Germplasm Resources Information Network (GRIN)  Arhivirana inačica izvorne stranice od 5. svibnja 2009. (Wayback Machine), SAD-ov odjel za poljodjelstvo, služba za poljodjelska istraživanja.